# José Luis Viejo
José Luis Viejo Gómez (ur. 2 listopada 1949 w Yunquera de Henares, zm. 16 listopada 2014 w Azuqueca de Henares) – hiszpański kolarz szosowy, brązowy medalista mistrzostw świata.

## Kariera
Największy sukces w karierze José Luis Viejo osiągnął w 1971 roku, kiedy zdobył brązowy medal w wyścigu ze startu wspólnego podczas mistrzostw świata w Mendrisio. W zawodach tych wyprzedzili go jedynie Francuz Régis Ovion oraz Belg Freddy Maertens. Był to jedyny medal wywalczony przez Viejo na międzynarodowej imprezie tej rangi. Ponadto wygrał między innymi Vuelta a Navarra w 1971 roku, Tour de Pologne w 1972 roku, Trofeo Masferrer w 1977 roku oraz Clásica de Sabiñánigo w 1980 roku. Pięciokrotnie startował w Vuelta a España, najlepszy wynik osiągając w 1977 roku, kiedy zajął piąte miejsce w klasyfikacji generalnej. Dwukrotnie startował w Tour de France, najlepszy wynik osiągając w 1975 roku, kiedy zajął 25. miejsce w klasyfikacji generalnej. Rok wcześniej wygrał jeden etap w TdF, ale ostatecznie zajął 31. miejsce. W 1977 roku wystartował także w Giro d’Italia, zajmując trzynaste miejsce. W 1972 roku wziął udział w igrzyskach olimpijskich w Monachium, zajmując 37. pozycję w wyścigu ze startu wspólnego i dwunastą w drużynowej jeździe na czas. Zdobył także brązowy medal mistrzostw kraju w wyścigu ze startu wspólnego w 1976 roku. Jako profesjonalista startował w latach 1973–1982.

## Najważniejsze zwycięstwa
- 1971 – Vuelta Ciclista a Navarra
- 1972 – Tour de Pologne
- 1976 – etap w Tour de France